# From Noon Till Dawn
「From Noon Till Dawn」（フロム・ヌーン・ティル・ドーン）は、ストレイテナーの15枚目のシングル。2012年10月17日にEMIミュージック・ジャパンから発売された。

## 概要
前作「YOU and I/羊の群れは丘を登る」から約1年3ヶ月ぶりとなるシングル。表題曲「From Noon Till Dawn」は、連続テレビドラマ『勇者ヨシヒコと悪霊の鍵』の主題歌に起用された。初回限定盤は「SOFT ACOUSTIC TOUR」最終日（2012年7月14日 渋谷公会堂）のライブ映像を収録したDVD付き。
サックス奏者の田中邦和とSOIL&"PIMP"SESSIONSのタブゾンビがフィーチャリングに参加している。ストレイテナーとしては「CLONE/DONKEY BOOGIE DODO」以来のタイアップであり、テレビドラマとのタイアップは今回が初となる。

## 収録曲
（全作詞・作曲・編曲：ホリエアツシ）
1. From Noon Till Dawn（feat.Tabu Zombie&Kunikazu Tanaka） [3:49]
  - テレビ東京系ドラマ24『勇者ヨシヒコと悪霊の鍵』主題歌
2. BRAND NEW EVERYTHING [3:56]
3. 星の夢 [5:09]
4. From Noon Till Dawn（feat.Tabu Zombie&Kunikazu Tanaka）-instrumental-
5. BRAND NEW EVERYTHING-instrumental-
6. 星の夢-instrumental-

DVD（初回限定盤のみ）
1. TRIBUTE
2. Phantasien
3. DJ ROLL
4. Sad Code
5. GHOST OF CHRISTMAS PAST
6. YOU and I
7. Farewell Dear Deadman
8. LIVES
9. Dark Blue Day
10. REBIRTH
11. KILLER TUNE
12. シンクロ
13. Melodic Storm
14. ROCKSTEADY